# Monique Richard
Pour les articles homonymes, voir Richard.
Monique Richard (née en 1947 à Jonquière) est une femme politique, syndicaliste et souverainiste québécoise. Elle était députée à l'Assemblée nationale du Québec, où elle représentait la circonscription de Marguerite-D'Youville sous la bannière du Parti québécois. Elle a été la porte-parole de l'opposition officielle en matière d'emploi et de solidarité sociale.

## Engagement syndical

Logo de la CSQ

Après son enfance à Jonquière et à Rimouski, elle s'installe à Longueuil et obtient son baccalauréat en éducation en 1969. Sa carrière d'enseignante est marquée par un engagement syndical intense d'abord comme déléguée de son école, puis comme membre du conseil d'admistration du Syndicat de l'enseignement de Champlain, ensuite comme première vice-présidente de la Centrale des syndicats du Québec (CEQ). En 1999, elle succède à Lorraine Pagé à la présidence de la centrale. Elle demeurera présidente jusqu'en 2003.
Lors de son mandat à la tête de la centrale, elle tentera d'impliquer davantage les membres dans les consultations en vue des négociations. Lors du congrès de 2000, elle met en avant une série de résolutions visant à favoriser la syndicalisation de nouvelles travailleuses et de nouveaux travailleurs, notamment dans le milieu des garderies et des centres de la petite enfance et des garderies en milieu familial.

## Engagement politique
Par la suite, elle s'engage dans la politique provinciale en militant pour la souveraineté du Québec. Elle sera une membre fondatrice du club politique de gauche au sein du Parti québécois, le club Syndicalistes et progressistes pour un Québec libre (SPQ Libre). Elle le fondera avec, notamment, l'ancien président de la Confédération des syndicats nationaux (CSN), Marc Laviolette et l'ancien vice-président de la Fédération des travailleurs et travailleuses du Québec (FTQ) et ancien député péquiste Robert Dean. Elle en sera la première présidente.
Au congrès du Parti québécois de mai 2005, elle est élue Présidente du conseil exécutif national à l'unanimité et succède à Marie Malavoy à la direction du parti. Elle quittera du fait même la présidence du SPQ Libre mais demeurera conseillère au sein de ce mouvement. Elle restera neutre dans la course à la chefferie qui animera ce parti en 2005.
À l'élection générale québécoise de 2008, elle est élue députée dans la circonscription de Marguerite-D'Youville.
Devant se représenter dans la nouvelle circonscription de Montarville, elle est défaite par la caquiste Nathalie Roy en 2012.

## Vie après la politique
En 2015, elle devient présidente de la Fondation des parlementaires québécois - cultures à partager.

## Sources
1. ↑  « Monique Richard - Assemblée nationale du Québec », sur www.assnat.qc.ca (consulté le 8 octobre 2024)

- Marie Gagnon (dir.), De mémoire vive, la CSQ depuis la Révolution tranquille, Montréal, Lanctot Éditeur, 1993.